# 1959年全米選手権 (テニス)
1959年 全米選手権（1959ねんぜんべいせんしゅけん）に関する記事。

## 大会の流れ
- 1881年から1967年まで、全米選手権は各部門が個別の名称を持ち、大会会場も別々のテニスクラブで開かれた。これが他の3つのテニス4大大会と大きく異なる点である。
  - 男子シングルス　名称：全米シングルス選手権（U.S. National Singles Championship）／会場：ニューヨーク市クイーンズ区フォレストヒルズ、ウエストサイド・テニスクラブ　（1924年-1977年）
  - 女子シングルス　名称：全米女子シングルス選手権（U.S. Women's National Singles Championship）／会場：フォレストヒルズ、ウエストサイド・テニスクラブ　（1921年-1977年）
  - 男子ダブルス　名称：全米ダブルス選手権（U.S. National Doubles Championship）／会場：マサチューセッツ州ボストン市、ロングウッド・クリケット・クラブ　（1946年-1967年まで）
  - 女子ダブルス　名称：全米女子ダブルス選手権（U.S. Women's National Doubles Championship）／会場：ボストン、ロングウッド・クリケット・クラブ　（1946年-1967年まで）
  - 混合ダブルス　名称：全米混合ダブルス選手権（U.S. Mixed Doubles Championship）／会場：フォレストヒルズ、ウエストサイド・テニスクラブ　（1942年-1977年）
- 1967年までは、男子ダブルス・女子ダブルスの2部門がボストンの「ロングウッド・クリケット・クラブ」で開かれ、他の3部門（男女シングルス・混合ダブルス）はフォレストヒルズで行われた。

## シード選手

### 男子シングルス
1. アレックス・オルメド　（準優勝）
2. ニール・フレーザー　（初優勝）
3. バリー・マッケイ　（ベスト8）
4. ロッド・レーバー　（ベスト8）
5. ラマナサン・クリシュナン　（3回戦）
6. ルイス・アヤラ　（ベスト8）
7. アール・ブックホルツ　（4回戦）
8. ロイ・エマーソン　（ベスト8）

### 女子シングルス
1. マリア・ブエノ　（初優勝）
2. サンドラ・レイノルズ　（ベスト8）
3. クリスティン・トルーマン　（準優勝）
4. ダーリーン・ハード　（ベスト4）
5. アンジェラ・モーティマー　（2回戦）
6. アン・ヘイドン　（ベスト4）
7. レネ・シュールマン　（2回戦）
8. サリー・ムーア　（3回戦）

## 大会経過

### 男子シングルス
準々決勝
- ニール・フレーザー vs.  ルイス・アヤラ　6-3, 6-4, 6-4
- バーナード・バーツェン vs.  バリー・マッケイ　6-3, 6-4, 6-4
- アレックス・オルメド vs.  ロイ・エマーソン　6-4, 3-6, 6-2, 6-3
- ロナルド・ホルムバーグ vs.  ロッド・レーバー　6-8, 7-5, 6-0, 6-3

準決勝
- ニール・フレーザー vs.  バーナード・バーツェン　6-3, 6-2, 6-2
- アレックス・オルメド vs.  ロナルド・ホルムバーグ　15-13, 6-4, 3-6, 6-1

### 女子シングルス
準々決勝
- アン・ヘイドン vs.  サンドラ・レイノルズ　6-3, 6-2
- クリスティン・トルーマン vs.  ドロシー・ヘッド・ノード　6-1, 6-2
- マリア・ブエノ vs.  ルイーズ・ブラフ　6-3, 6-2
- ダーリーン・ハード vs.  カレン・ハンツェ　5-7, 9-7, 6-3

準決勝
- クリスティン・トルーマン vs.  アン・ヘイドン　6-2, 6-3
- マリア・ブエノ vs.  ダーリーン・ハード　6-2, 6-4

## 決勝戦の結果
- 男子シングルス： ニール・フレーザー vs.  アレックス・オルメド　6-3, 5-7, 6-2, 6-4
- 女子シングルス： マリア・ブエノ vs.  クリスティン・トルーマン　6-1, 6-4
- 男子ダブルス： ロイ・エマーソン＆ ニール・フレーザー vs.  アレックス・オルメド＆ アール・ブックホルツ　3-6, 6-3, 5-7, 6-4, 7-5
- 女子ダブルス： ジーン・アース＆ ダーリーン・ハード vs.  マリア・ブエノ＆ サリー・ムーア　6-2, 6-3
- 混合ダブルス： ニール・フレーザー＆ マーガレット・オズボーン・デュポン vs.  ボブ・マーク＆ ジャネット・ホップス　7-5, 13-15, 6-2